# Norge (pansarskepp)
Norge var ett norskt pansarskepp som sänktes av den tyska jagaren Wilhelm Heidkamp den 9 april 1940 precis utanför Narvik under den tyska invasionen. Samtidigt sänktes systerfartyget Eidsvold.